# Motore primo
Il motore è un concetto filosofico che si riferisce essenzialmente alla filosofia aristotelica e, la sua idea della divinità come "primo motore" (in greco: πρῶτον κινοῦν) e "motore immobile"( in greco: κινοῦν ἀκίνητον). Infatti primo motore perché la divinità è la causa suprema di tutto il divenire cosmico.

## Divinità, supremazia ma impossibilità di svolgere azioni fisiche
Tale efficacia non deriva da un'azione, o da un influsso, che essa la eserciti attivamente rispetto al mondo, perché, data la sua pura "attualità"  privo di "potenza", e cioè data la sua assoluta perfezione incompatibile in nessun modo con un'ulteriore attività e col senso di scarsità che questa susciterebbe, essa non può concepirsi come attiva, per lo meno come senso pratico per cui attività implica divenire e movimento.
Essa muove bensì senza muoversi, "come muove l'oggetto dell'amore" (κινεῖ ὡς ἐρώμενον), e cioè come il supremo fine di perfezione a cui tutta la realtà tende: di qui la sua " immobilità".
Concezione che poi trapassa, com'è noto, attraverso l'influsso dell'aristotelismo, nella teologia cristiana della scolastica
Treccani: https://www.treccani.it/enciclopedia/motore_res-893de786-8bb1-11dc-8e9d-0016357eee51_(Enciclopedia-Italiana)/